# Pyrgomantis mitrata
Pyrgomantis mitrata är en bönsyrseart som beskrevs av Max Beier 1954. Pyrgomantis mitrata ingår i släktet Pyrgomantis och familjen Tarachodidae. Inga underarter finns listade i Catalogue of Life.